# Bonnefontaine FR
| FR ist das Kürzel für den Kanton Freiburg in der Schweiz. Es wird verwendet, um Verwechslungen mit anderen Einträgen des Namens Bonnefontaine zu vermeiden. |

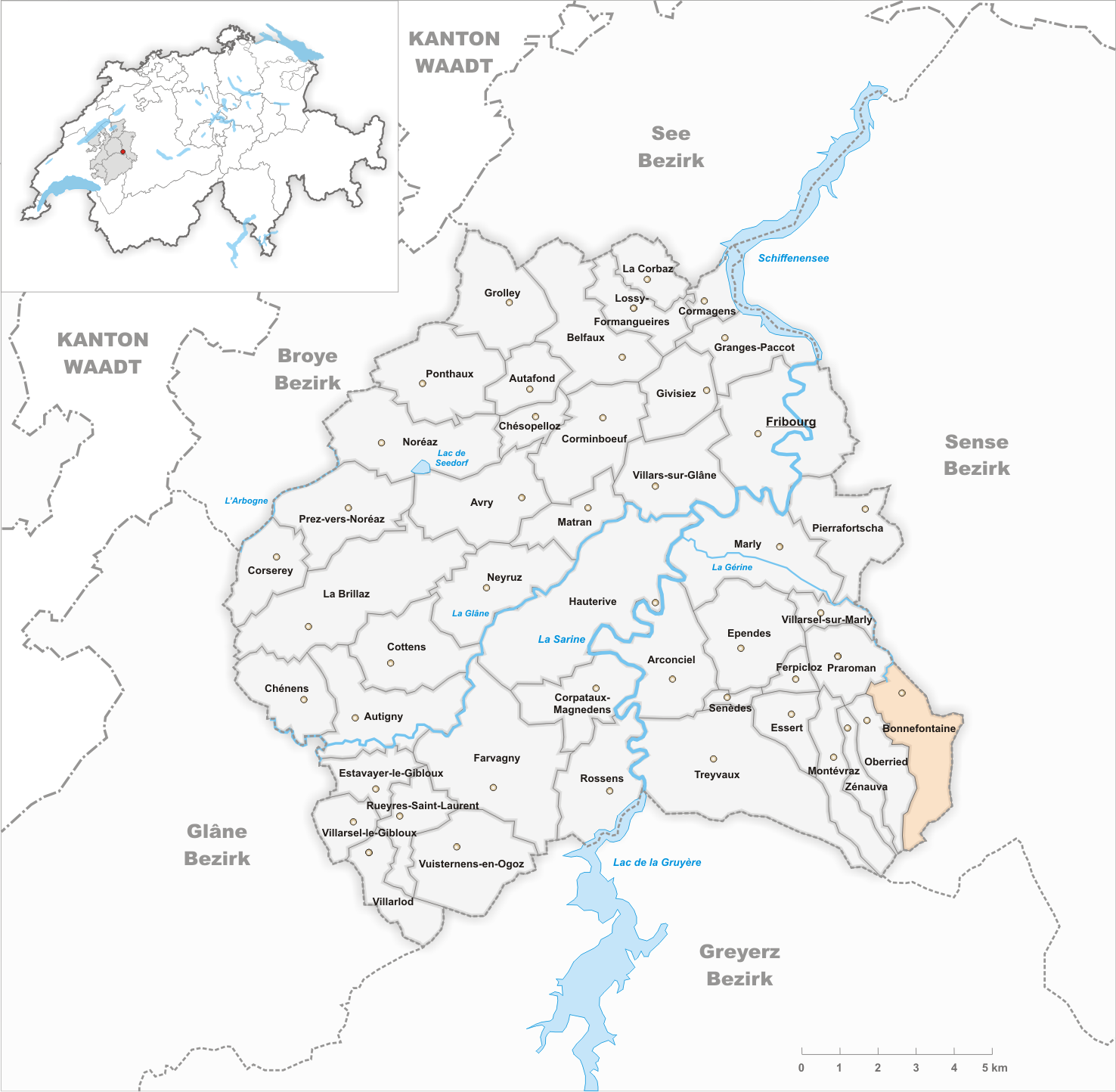
Gemeindestand vor der Fusion am 1. Januar 2003

Bonnefontaine (Freiburger Patois Bounafontannaⓘ) ist eine Ortschaft und früher selbständige politische Gemeinde im District de la Sarine (deutsch: Saanebezirk) des Kantons Freiburg in der Schweiz. Der frühere deutsche Name Muffethan wird heute nicht mehr verwendet. Am 1. Januar 2003 wurde Bonnefontaine mit fünf weiteren Gemeinden zur neuen Gemeinde Le Mouret zusammengeschlossen.

## Geographie
Bonnefontaine liegt auf 767 m ü. M., acht Kilometer südsüdöstlich der Kantonshauptstadt Freiburg (Luftlinie). Das Dorf erstreckt sich leicht erhöht am östlichen Talhang des Ruisseau de Montécu, im Hügelland am Nordfuss der Alpen. Die ehemalige Gemeindefläche betrug rund 4,2 km². Das Gebiet wird durch die Bäche Ruisseau de Montécu und Rüedigrabebach (bildet die östliche Grenze) zum Nesslerabach und mit diesem zur Ärgera (französisch: Gérine) entwässert. Westlich des Tals des Ruisseau de Montécu reichte der ehemalige Gemeindeboden bis auf die Höhe von Sonnenwil (870 m ü. M.). Nach Süden erstreckte er sich über den Waldhügel Le Poyet (948 m ü. M.) und den Burgerwald auf den Kamm der Chrüzflue (1263 m ü. M.) und des Petit Cousimbert (bis 1420 m ü. M.).

## Bevölkerung
Mit 507 Einwohnern (2002) zählte Bonnefontaine vor der Fusion zu den kleineren Gemeinden des Kantons Freiburg. Ein Anteil von rund 83 % der Bevölkerung ist französischsprachig. Zu Bonnefontaine gehörten Montécu (765 m ü. M.) westlich des Tals des Ruisseau de Montécu, der östliche Teil des Weilers Le Pafuet (741 m ü. M.) im Tal des Ruisseau du Pontet sowie verschiedene Einzelhöfe.
Einwohnerzahlen: Volkszählungsdaten (ab 1990 inkl. Montécu)

## Wirtschaft
Bonnefontaine war bis in die zweite Hälfte des 20. Jahrhunderts ein vorwiegend durch die Landwirtschaft geprägtes Dorf. Im 19. Jahrhundert war auch die Herstellung von Strohhüten verbreitet. Noch heute haben die Milchwirtschaft und die Viehzucht sowie in geringerem Mass der Ackerbau einen wichtigen Stellenwert in der Erwerbsstruktur der Bevölkerung. Einige weitere Arbeitsplätze sind im lokalen Kleingewerbe und im Dienstleistungssektor vorhanden. In den letzten Jahrzehnten hat sich das Dorf auch zu einer Wohngemeinde entwickelt. Viele Erwerbstätige sind deshalb Wegpendler, die hauptsächlich in der Region Freiburg arbeiten.

## Verkehr
Das Dorf liegt abseits der grösseren Durchgangsstrassen, die Hauptzufahrt erfolgt von Praroman. Durch eine Buslinie der Transports publics Fribourgeois, die von Freiburg nach Bonnefontaine führt, ist das Dorf an das Netz des öffentlichen Verkehrs angebunden.

## Geschichte
Die erste urkundliche Erwähnung des Ortes erfolgte 1149 unter dem Namen Bona Fontana in der Bedeutung von gute Quelle, guter Brunnen. Später erschienen die Bezeichnungen Bonofonte (1150), Bonus fons (im 12. Jahrhundert), Bonnefontaine (1237), Bunfontana (1270), Monfetan (1445), Munfotan (1449), Montfetan (1476), Boffetan (1490) und Muffetan (1668).
Seit dem Mittelalter hatte das Kloster Hauterive Grundbesitz und Rodungsrechte auf dem Gebiet von Bonnefontaine. Das Dorf stand ab 1237 als Lehen unter den Herren von Englisberg. 1448 wurde es von den Bernern verwüstet, die kriegerische Auseinandersetzungen mit Freiburg führten. Im Verlauf des 15. Jahrhunderts gelangte Bonnefontaine unter die Herrschaft von Freiburg und wurde der Alten Landschaft (Burgpanner) zugeordnet. Nach dem Zusammenbruch des Ancien Régime (1798) gehörte das Dorf während der Helvetik zum Bezirk La Roche und ab 1803 zum Bezirk Freiburg, bevor es 1848 mit der neuen Kantonsverfassung in den Saanebezirk eingegliedert wurde.
Am 1. Januar 1989 wurde das vorher selbständige Dorf Montécu nach Bonnefontaine eingemeindet. Im Jahr 1996 entstand die Idee einer grossflächigen Gemeindefusion. Am 13. Juni 2002 votierten die Stimmberechtigten von Bonnefontaine mit einem Ja-Anteil von 62 % für die Fusion. Mit Wirkung vom 1. Januar 2003 wurden deshalb die vorher selbständigen Gemeinden Bonnefontaine, Essert (FR), Montévraz, Oberried (FR), Praroman und Zénauva zusammengelegt. Die neue Gemeinde erhielt den Namen Le Mouret.

## Sehenswürdigkeiten
Die katholische Kirche Notre-Dame-de-Lourdes wurde 1894 erbaut und ist Wallfahrtsort. Seit 1898 ist sie auch Pfarrkirche; vorher gehörte Bonnefontaine zur Pfarrei Praroman.